# Gents Universiteitsmuseum
Het Gents Universiteitsmuseum of GUM is een museum met een verzameling academisch erfgoed, met objecten uit verschillende wetenschappen. De collectie is eigendom van de Universiteit Gent. Het werd geopend op 3 oktober 2020. Het universiteitsmuseum is gevestigd op campus Ledeganck, vlak naast de Plantentuin. De gevel werd voorzien van een reusachtige muurschildering van enkele dierskeletten van kunstenaar ROA.

## Historiek
In 2010 werden de eerste visienota's opgesteld rond het centraliseren en ontsluiten van het academisch erfgoed. Begin 2013 werd het formele samenwerkingsverband 'De Gentse Universitaire Musea' opgericht, met als doel om het Gents Universiteitsmuseum (toen nog als werknaam) te realiseren. 
De oorspronkelijke opening van het GUM stond gepland voor 21 maart 2020, maar ten gevolge van de coronacrisis werd de opening uitgesteld tot 3 oktober 2020.

## Collecties
De Gentse universiteit heeft over de loop der jaren een uitgebreide collectie aan academisch erfgoed opgebouwd, bestaande uit meer dan 400.000 objecten. Dit erfgoed is binnen universiteit altijd heel erg versnipperd geweest. Zo werden de collecties bewaard in de gebouwen van de universiteiten, verspreid over leslokalen, gangen, practicumzalen, inkomhallen, bureaus, maar ook kelders en zolders. Vaak werden deze collecties ook nog ingezet voor het onderwijs en onderzoek.
Enkele collecties vonden een onderkomen in kleinere collectiemusea: het Museum Dierkunde, het Museum Morfologie, het Museum voor de Geschiedenis van de Wetenschappen, het Archeologisch Museum, de Etnografische Verzamelingen, het Museum voor de Geschiedenis van de Geneeskunde en het Museum Dierick. Het Gents Universiteitsmuseum brengt al deze collecties samen op één locatie. Het museum telt drie verdiepingen: twee voor de vaste collectie, de bovenste  voor tijdelijke tentoonstellingen.
In de collectie bevinden zich onder andere afgietsels in was door Jules Baretta.

## Afbeeldingen

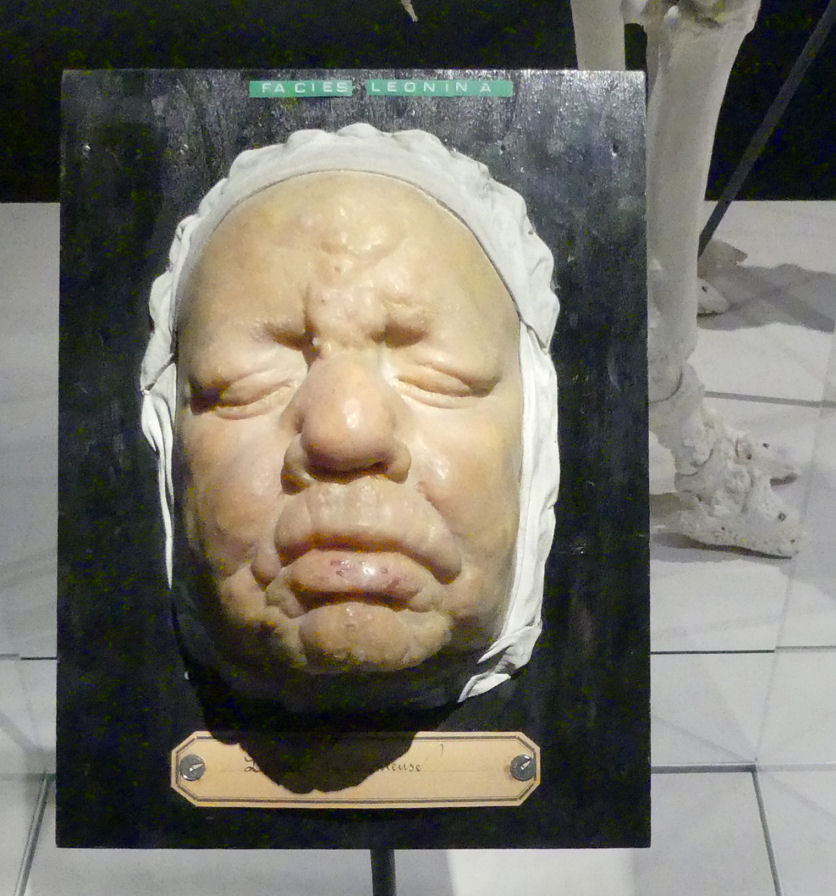
Gezicht van een lepralijder, gemaakt door Jules Baretta
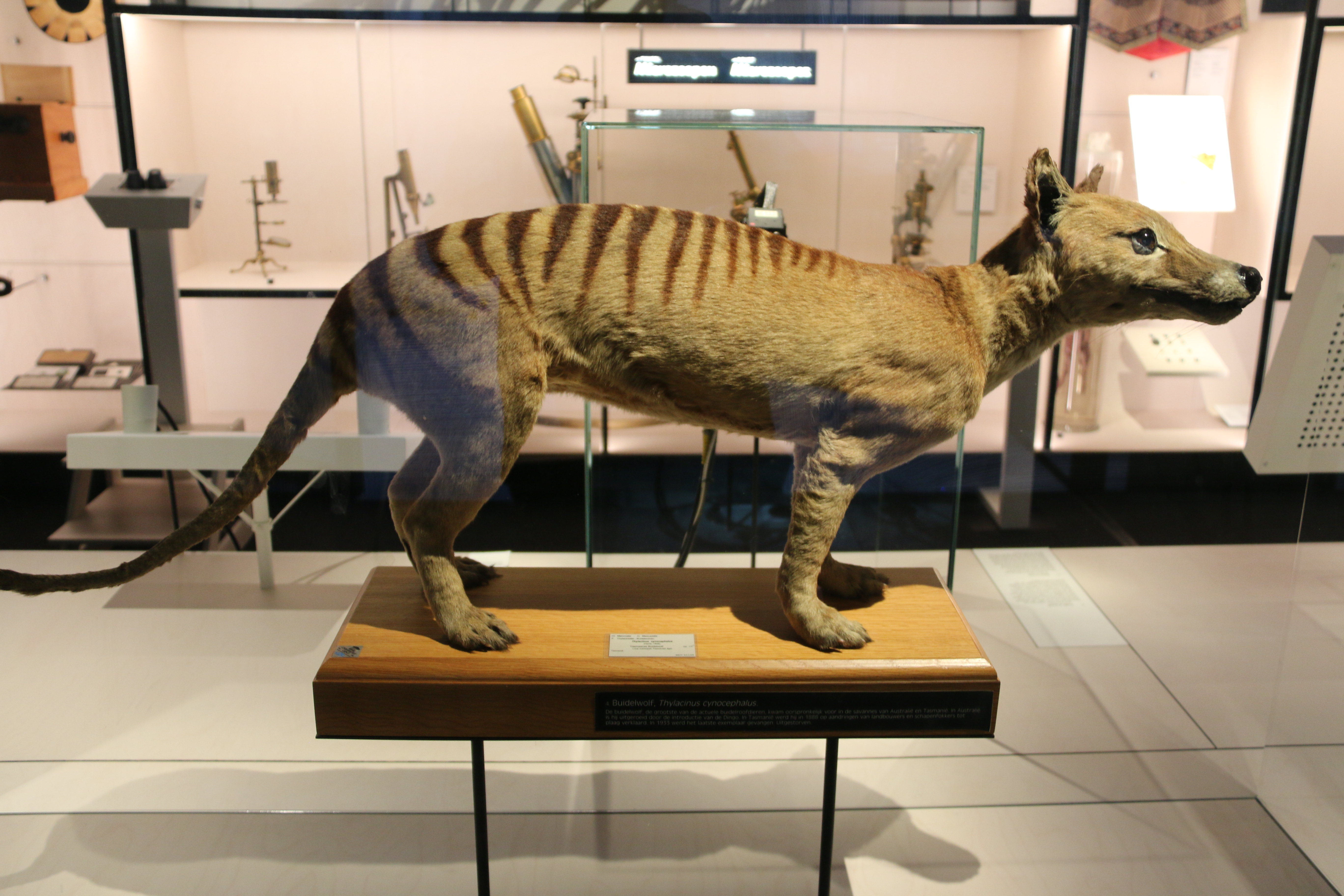
Opgezette buidelwolf